# Austrophorocera biserialis
Austrophorocera biserialis là một loài ruồi trong họ Tachinidae.